# ريتشارد إيان كوكس
ريتشارد إيان كوكس (Richard Ian Cox) هو ممثل كندي من أصل ويلزي ولد في 3 أكتوبر 1973 في سانت أساف, ويلز.

## أدواره في الأنمي

### مسلسلات أنمي تلفزيونية
- البدلة المتنقلة جاندام - كاي شيدن
- رانما ½ - رانما ساوتومي (المواسم 4-7)
- إينوياشا - إينوياشا
- زويدز زيرو - بيت كلاود
- البدلة المتنقلة جاندام سيد - تول كينيج, شاني أندراس
- دراغون درايف - كوهيه توكي
- المتحولون سايبرترون - سكاترشوت
- .hack//Roots - إيتا
- البدلة المتنقلة جاندام 00 - أليلويا هابتيسم/هاليلويا

### أوفا أنمي
- أوفا رانما ½ - رانما ساوتومي

### أفلام أنمي
- سلسلة أفلام إينوياشا - إينوياشا

## وصلات خارجية
- ريتشارد إيان كوكس على موقع IMDb (الإنجليزية)
- ريتشارد إيان كوكس على موقع ألو سيني (الفرنسية)
- ريتشارد إيان كوكس على موقع أول موفي (الإنجليزية)
- ريتشارد إيان كوكس على موقع قاعدة بيانات الأفلام السويدية (السويدية)
- ريتشارد إيان كوكس على موقع قاعدة بيانات الفيلم (الإنجليزية)
- ريتشارد إيان كوكس على موقع كينوبويسك (الروسية)
- ريتشارد إيان كوكس على موقع ANN person (الإنجليزية)